# لولا غريني ريتشاردز
لولا غريني ريتشاردز (بالإنجليزية: Lula Greene Richards)‏ (8 أبريل 1849، كونسيل بلوفس في الولايات المتحدة - 9 سبتمبر 1944، سولت ليك في الولايات المتحدة)؛ كاتِبة، صحفية وشاعرة أمريكية. درست في جامعة يوتا.